# Dobroslavți, Sofia-capitala
Dobroslavți (în bulgară Доброславци) este un sat în comuna Stolicina, regiunea Sofia-capitala,  Bulgaria. 

## Demografie
Componența etnică a satului Dobroslavți
     Bulgari (94,24%)
     Nicio identificare (5,13%)
     Altele (0,62%)
La recensământul din 2011, populația satului Dobroslavți era de 1.285 locuitori. Din punct de vedere etnic, majoritatea locuitorilor (94,24%) erau bulgari. Pentru 5,13% din locuitori nu este cunoscută apartenența etnică.